# Jonathan Soto Moreno
Jonathan Soto Moreno (Durango, 1 de mayo de 1993) es un deportista mexicano, especializado en esquí de fondo. Forma parte de la delegación de México en los Juegos Olímpicos de Pekín 2022.

## Trayectoria
A los 12 años Soto se mudó a Minnesota donde desarrolló gusto por la nieve y el esquí. Practicó atletismo en la preparatoria. Estuidó Ingeniería Robótica. Comenzó a competir representando a México en 2019.
Consiguió su pase a Pekín durante el último Campeonato Mundial en Oberstdorf en 2021, después de esto inició una campaña de fondeo que alcanzó un total de 9,085 dólares.